# Аризема трёхлистная
Аризема трёхлистная (лат. Arisaema triphyllum) — многолетнее травянистое клубнелуковичное растение, вид рода Аризема (Arisaema) семейства Ароидные (Araceae). Родина — восточная часть Северной Америки, где оно растёт во влажных лиственных лесах и кустарниковых зарослях. Культивируется с конца XVII века.

## Ботаническое описание
Многолетнее травянистое растение весьма необычного для умеренных широт вида, высотой 15—60 см. Стебель представляет собой так называемую клубнелуковицу — короткий и утолщённый подземный побег, по форме напоминающий корнеплод репы, с многочисленными бугорками и корневыми отростками. Размер клубнелуковицы около 8 см в диаметре. Надземная часть побега состоит из сросшихся черешков, из которых развиваются один или два листа, и цветоножки, на вершине которой образуется початок. Листья на длинных черешках (частично сросшихся, до 12 см), состоят из трёх, изредка четырёх-пяти листочков, которые рано опадают. Листовая пластинка сердцевидно-овальной формы с заострённой вершиной и мелкопильчатым краем, длиной 2—5 см и шириной 3,5—8 см. Весной, когда ещё не появилось соцветие, растение можно принять за ядовитый плющ, который имеет схожее строение листа и растёт в аналогичных биотопах.
Наиболее примечательная часть ариземы, выделяющая её среди других местных растений, — это соцветие, благодаря которому в английском языке его называют jack-in-the-pulpit, что можно перевести как «парнишка (джек) на кафедре». «Кафедрой» в данном случае называют покрывало, или обёртку соцветия: похожее на скрученный в трубочку лепесток расширение цветоножки. В верхней части покрывало становится более плоским и загибается, образуя арку над центральной частью соцветия. Оно может быть как полностью зелёным, так и зелёным снаружи и полосатым изнутри. Во втором случае наблюдается чередование зеленовато-жёлтых и фиолетово-бурых полосок. В пазухе покрывала развивается «джек» — колос в форме булавы, на котором располагаются цветки. С ботанической точки зрения соцветие ариземы представляет собой початок. Растение цветёт с апреля по июль.
Растение считается организмом-гермафродитом, в котором в зависимости от размера развиваются либо только мужские, либо только женские цветки (дихогамия). В свою очередь, высота растения определяется не только возрастом, но также внешней средой: во влажной, богатой гумусным слоем почве организм растёт выше, в результате чего мужские цветки быстро сменяются женскими, в то время как в более засушливом биотопе растение остаётся низкорослым и женские цветки не появляются. Первые развиваются в средней части соцветия, вторые — в нижней. Верхушка початка всегда остаётся оголённой. Опыляется трипсами (в частности, Heterothrips arisaemae) и другими насекомыми. Плод — ягода округлой либо слегка вытянутой формы, диаметром 3—6 мм, в спелом виде окрашенная в яркий красный либо красно-оранжевый цвет, содержит от одного до шести белых семян. В конце лета, когда гроздья ягод хорошо заметны со стороны, их охотно употребляют в пищу птицы, мыши и бурундуки, таким образом способствуя распространению семян.

## Распространение
Аризема трёхлистная в диком виде растёт в восточной части Северной Америки от Новой Шотландии, Онтарио и Миннесоты к югу до Флориды, Техаса и Луизианы. Растёт во влажных и сухих лиственных лесах, в кустарниковых зарослях, на болотах, часто на сырых тенистых склонах по берегам ручьёв. В гористой местности встречается до 2000 м над уровнем моря.

## Растение и человек
В свежем виде все части растения ядовиты. В тканях организма аккумулируются рафиды — игольчатые кристаллы оксалата кальция, которые при попадании в организм человека вызывают сильную боль и жжение на губах, во рту и горле, а также обильное слюноотделение и отёчность. Высушенные и термически обработанные клубнелуковицы съедобны, их отвар употребляют внутрь для очищения крови, а также в качестве женского контрацептивного средства. Настойки этого подземного побега используют в качестве слабительного и для лечения астмы, бронхита, простудных заболеваний. Жаренные клубни употребляют в пищу при лечении хронических язв.

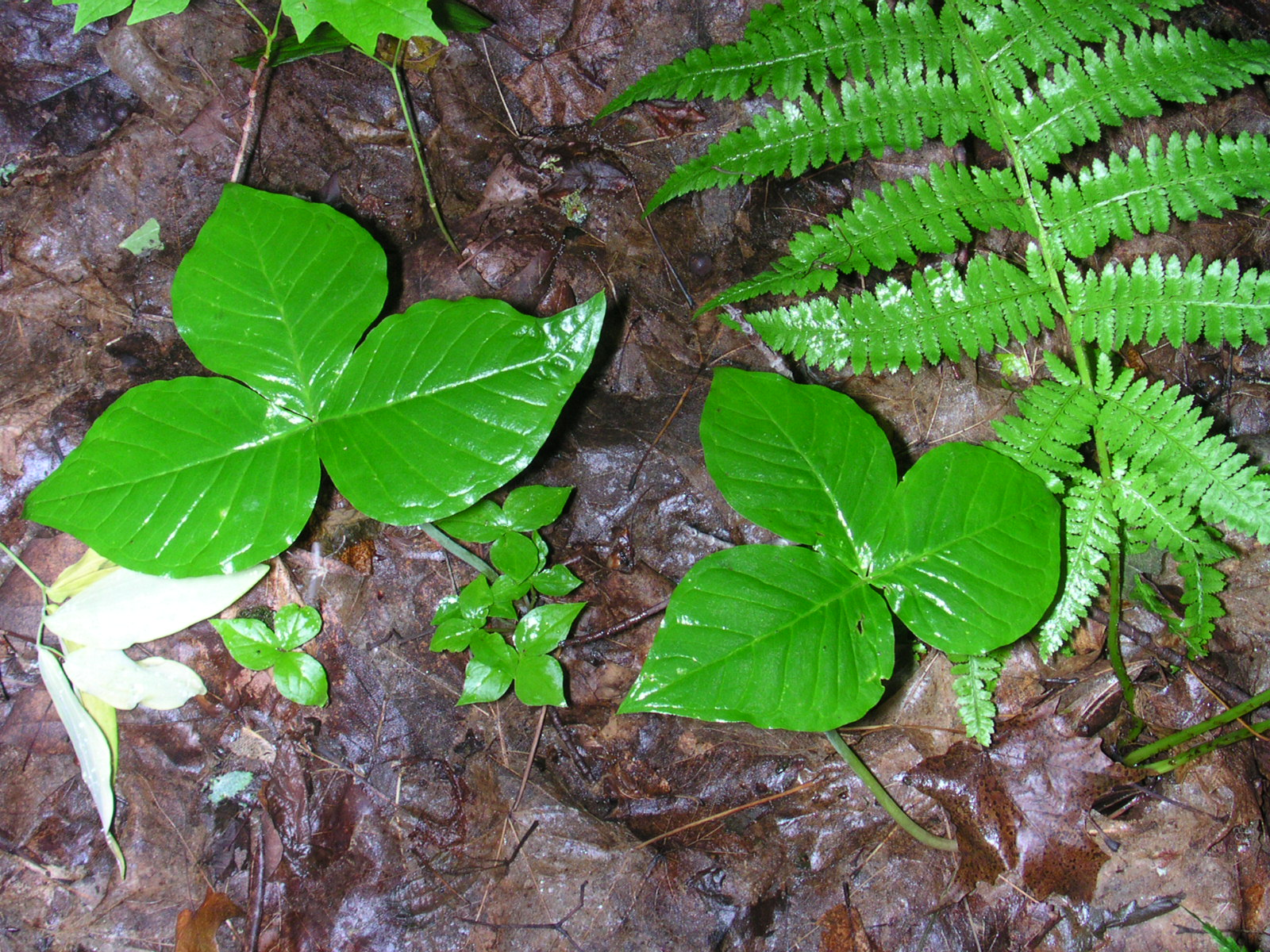
Листья
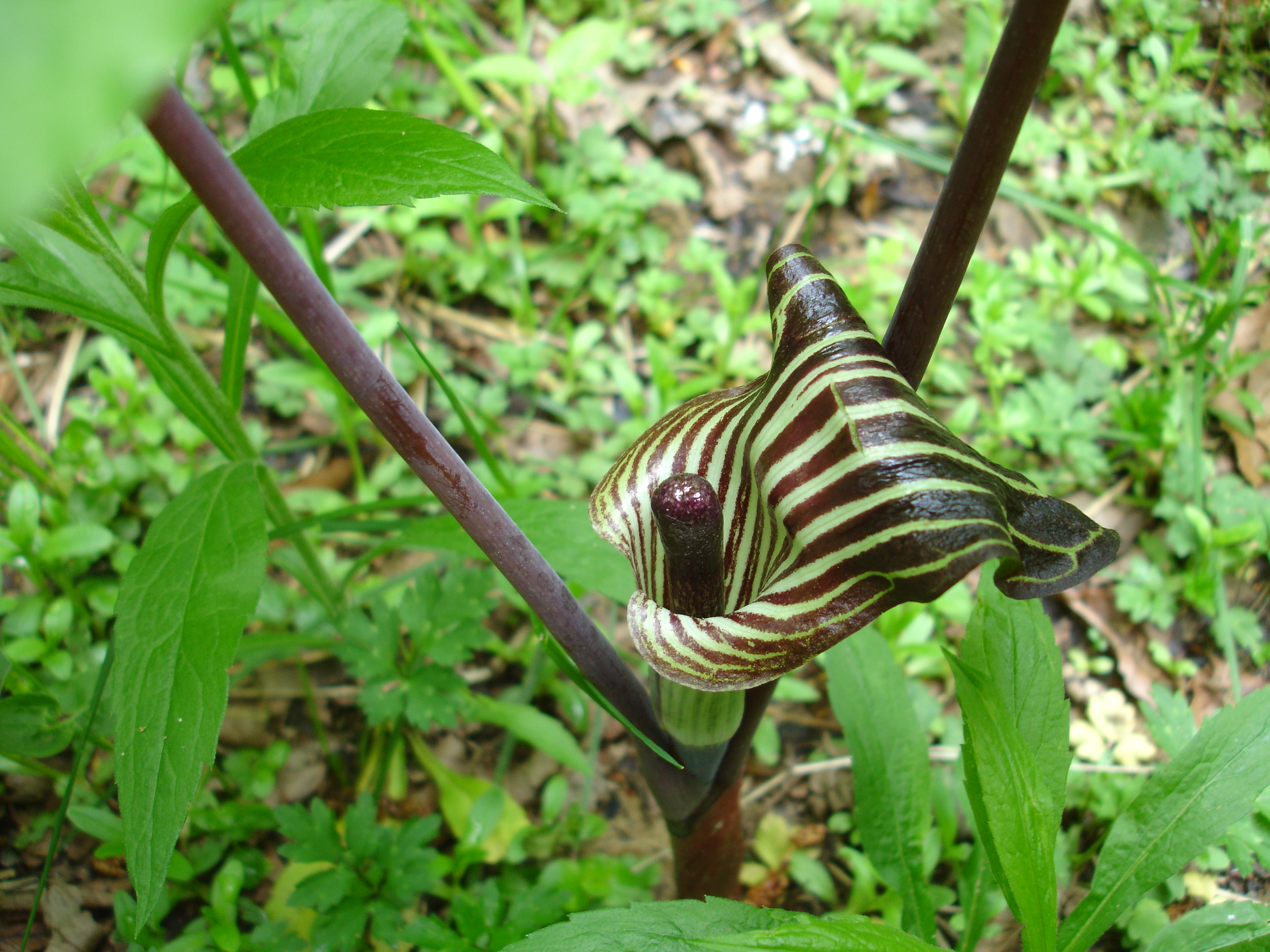
Полосатое соцветие
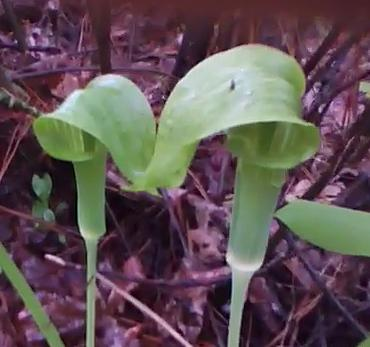
Зелёное соцветие
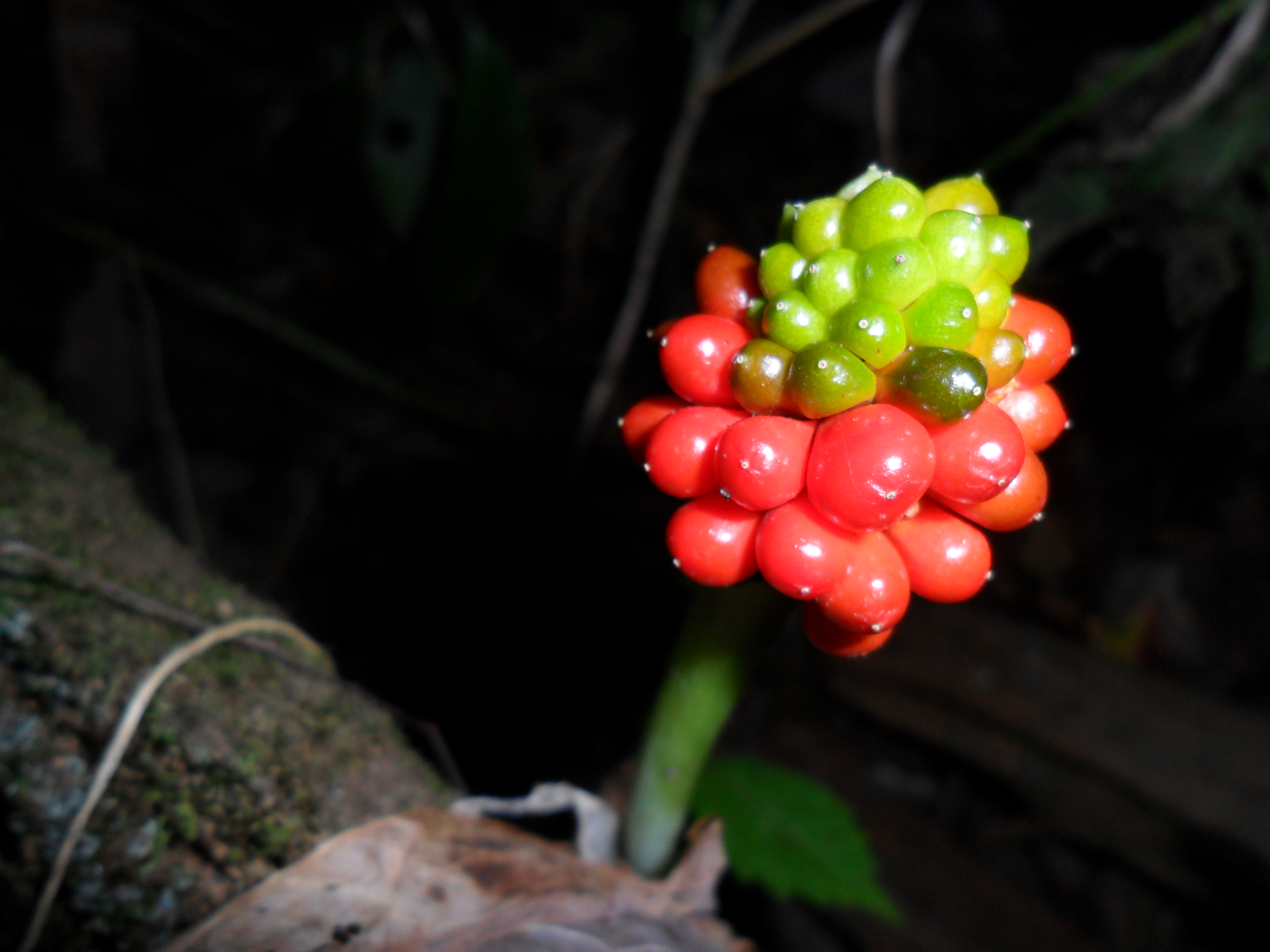
Плод
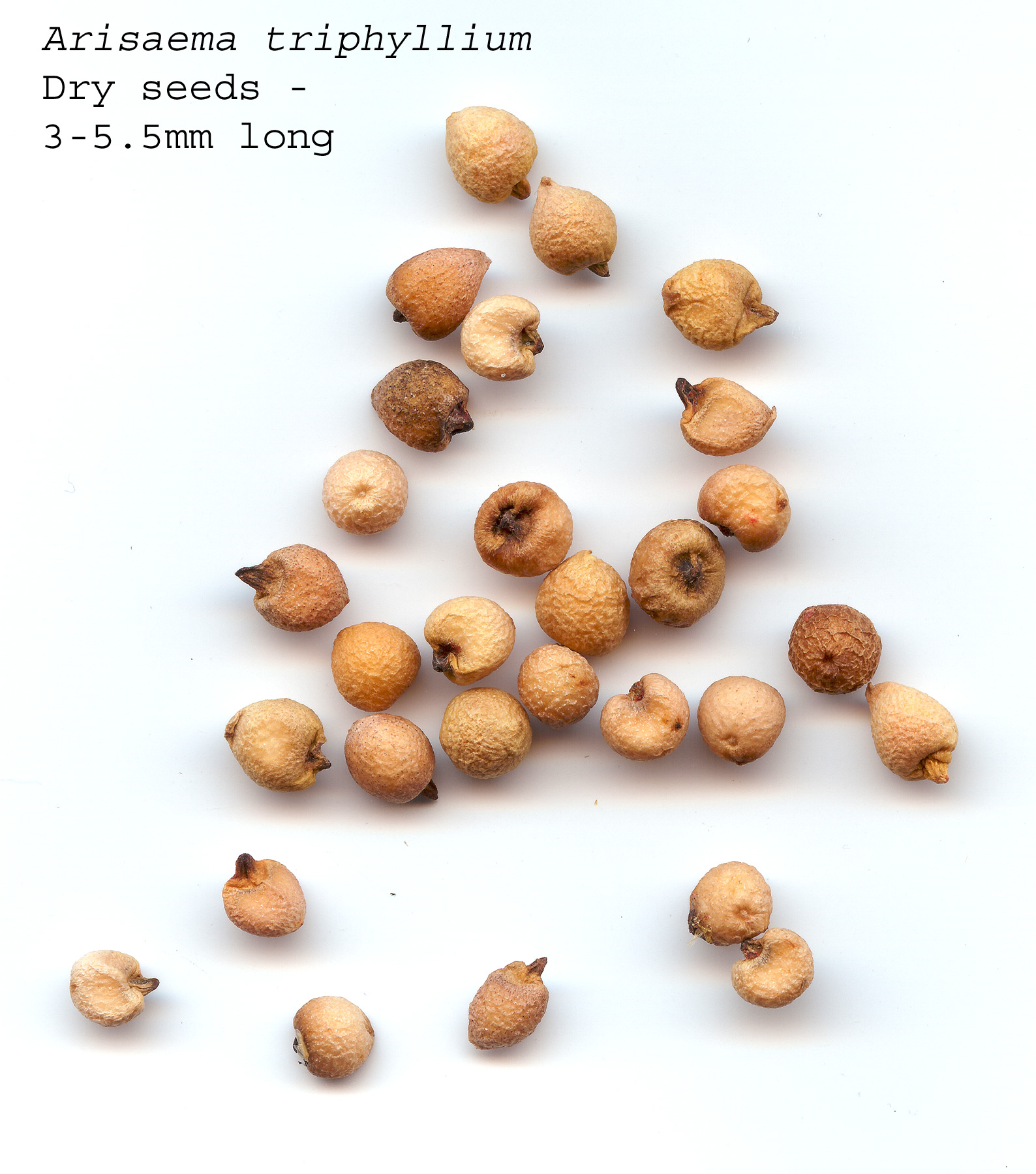
Семена